# Пријапулиде
Priapulida су бескичмењаци који се према особинама целома сврставају у протостомије (Protostomia), али међу којима немају ближих сродника. Овај тип животиња је са јако малим бројем врста, до данас је познато само њих осам и све живе у муљевитој подлози у морима. Тело им је овално, површински сегментисано и дужине око 10 cm. На њему се разликују два дела:
- рилица (proboscis) на чијем се предњем делу налази усни отвор окружен трноликим израштајима
- труп, слично пробосцису, носи трнолике израштаје и на његовом задњем делу се налази анални отвор и две урогениталне поре.

Телесни зид чине следећи слојеви:
- хитинска кутикула на самој површини, периодично се пресвлачи;
- једнослојни епидермис
- слој кружних и узужних мишића.

Целом је обавијен перитонеумом. Перитонеум образује и мезентере које држе црево у средини. Целом је испуњен течноћшћу у којој се налазе ћелије:
- амебоидне ћелије
- ћелије које садрже хемеритрин (пигмент за дисање).

Црево је права цев на којој се разликују следећи делови:
- усни отвор
- ждрело, у коме се образују зубићи и које је обложено кутикулом
- средње црево
- задње црево са аналним отвором, обложено кутикулом.

Излучивање обављају протонефридијама које ступају у везу са полним жлездама па тако образују урогенитални систем. Крвни систем немају, а нервни систем им је врпчаст са околождрелним прстеном и трбушним стаблом. Полови су им одвојени, али је њихово размножавање и развиће недовољно разјашњено.

## Класификација
Тип приапулида подељен је на следеће класе:
класа, којој припада један ред
ред , подељен на две породице:
породица Priapulidae, којој припадају родови:
род 
род 
род 
породица Tubiluchidae, са родовима:
род 
род 
класа , са редом:
ред 
породица 
род 
класа 
ред 
породица 
род 